# Дивнополье
Дивнополье — посёлок в Соль-Илецком районе Оренбургской области России. Административный центр Цвиллингского сельсовета.

## География
Населённый пункт расположен в 56 км от районного центра Соль-Илецка, на реке Мечетка (правый приток Илека).

## История
В 1966 г. Указом Президиума ВС РСФСР поселок центральной усадьбы совхоза имени Цвиллинга переименован в Дивнополье.

## Население
| 2010 |
| ---- |
| 742  |

## Экономика и инфраструктура
Газифицирован с 2006 года. Основное предприятие — СПК «Дивнополье» (б. колхоз Цвиллинга).